# わらの犬 (藤井フミヤの曲)
「わらの犬」（わらのいぬ）は、藤井フミヤ14枚目のシングル。1998年8月1日にソニー・ミュージックアソシエイテッドレコーズ（現：ソニー・ミュージックレーベルズ）からリリースされた。

## 概要
フミヤが15年間所属したポニーキャニオンを離れ新天地での移籍第1弾シングル。TBSドラマ『ラブとエロス』の主題歌に起用。発売日に放送されたNHK「ポップジャム」で「フミヤvs爆笑」というコーナーが組まれ、本作を披露した。

## 収録曲
全曲編曲：有賀啓雄
1. わらの犬(4:50)
作詞・作曲:水政創史郎
2. BIRD(4:48)
作詞・作曲:藤井フミヤ
3. わらの犬 (instrumental)(4:50)

## 収録アルバム
- オリジナル『ソラモヨウ』（1998年10月1日）
- オムニバス『MAX JAPAN 5』（1998年11月21日）
- オムニバス『TV & CM ベストヒッツ'99』（1999年3月20日）
- オムニバス『輝け!木曜ドラマ王 90's』（2002年9月19日）
- リテイク『ReTake』（2002年10月9日）
- ベスト『FUMIYA FUJII ANNIVERSARY BEST 15/25』（2008年5月21日）
- BROSTARR『Right Place Right Time』（2008年9月26日）